# Министерство здравоохранения Узбекистана
Министерство здравоохранения Республики Узбекистан (Минздрав Узбекистана) — центральный государственный орган управления здравоохранением в структуре правительства Республики Узбекистан.

## Полномочия
По своей деятельности подчиняется кабинету министров Республики Узбекистан. Деятельность министерства осуществляется совместно с другими государственными органами, в том числе государственными учреждениями, органами исполнительной власти Республики Каракалпакстан, областей и города Ташкента, а также другими общественными организациями.
Министерство действует на основании Конституции, законов Республики Узбекистан, иных законов Олий Мажлиса Республики Узбекистан, указов Президента Республики Узбекистан, постановлений и распоряжений Кабинета Министров, а также других законодательных актов.
Исполнение нормативных правовых актов, изданных в пределах компетенции министерства, обязательно для государственных органов, предприятий, учреждений, организаций и всех общественных объединений и физических лиц независимо от форм собственности, находящихся на территории Республики Узбекистан. Министерство здравоохранения Республики Узбекистан, Министерство здравоохранения Республики Каракалпакстан, областные и городское управление здравоохранения Ташкента, их городские и районные отделения образуют единую систему управления здравоохранением в стране.

## Министры здравоохранения
| № | Имя, Фамилия        | Дата начало          | Дата конца           |
| - | ------------------- | -------------------- | -------------------- |
| 1 | Шавкат Каримов      | 1991                 | 1998                 |
| 2 | Феруз Назыров       | 1998                 | 2009                 |
| 3 | Адхам Икрамов       | 2009                 | 2012                 |
| 4 | Анвар Алимов        | 2012                 | 2016                 |
| 5 | Адхам Икрамов       | 2016                 | 2017                 |
| 6 | Алишер Шадманов     | 2017                 | 2020                 |
| 7 | Абдухаким Хаджибаев | 3 ноября 2020 года   | 11 ноября 2021 года  |
| 8 | Бехзод Мусаев       | 11 ноября 2021 года  | 30 декабря 2022 года |
| 9 | Амрилло Иноятов     | 30 декабря 2022 года | 04 января 2024 года  |